# Нелиссен, Каталин
Катарина Элине Мария «Каталин» Нелиссен (нидерл. Catharina Eline Maria "Catalien" Neelissen; род. 4 ноября 1961, Харлем) — голландская гребчиха, выступавшая за сборную Нидерландов по академической гребле в середине 1980-х годов. Бронзовая призёрка летних Олимпийских игр в Лос-Анджелесе, победительница и призёрка многих регат национального значения.

## Биография
Каталин Нелиссен родилась 4 ноября 1961 года в городе Харлем провинции Северная Голландия. Занималась академической греблей в местном клубе Het Spaarne и в Утрехте в клубе Orca.
Наибольшего успеха в своей спортивной карьере добилась в сезоне 1984 года, когда в составе гребной команды Нидерландов удостоилась права защищать честь страны на летних Олимпийских играх в Лос-Анджелесе. В составе экипажа, куда также вошли гребчихи Грет Хеллеманс, Николетте Хеллеманс, Марике ван Дрогенбрук, Харрит ван Эттековен, Линда Корнет, Анне-Мари Квист, Вильон Вандрагер и рулевая Марти Лаурейсен, в финале восьмёрок пришла к финишу третьей позади экипажей из Соединённых Штатов и Румынии — тем самым завоевала бронзовую олимпийскую медаль. Кроме того, стартовала в Лос-Анджелесе в рулевых четвёрках, но здесь попасть в число призёров не смогла — оказалась на финише пятой.
После лос-анджелесской Олимпиады Нелиссен больше не показывала сколько-нибудь значимых результатов в академической гребле на международном уровне.
Помимо занятий спортом Каталин Нелиссен также изучала искусствоведение.